# Krishna Reddy
Krishna Reddy, né à Nandanoor, en Inde, le 15 juillet 1925 et mort à New York, États-Unis le 22 août 2018, est un graveur, sculpteur et enseignant indien. Considéré comme un maître de la gravure en taille-douce, il est aussi connu pour ses impressions par viscosité.

## Biographie

### Formation et débuts
Krishna Reddy est né le 15 juillet 1925 dans un petit village appelé Nandanoor, près de Chittoor, dans l’Andhra Pradesh, en Inde,.
Il étudie de 1941 à 1946 à Kala Bhavana, l'institut des beaux-arts de l'université Visva-Bharati, auprès de Nandalal Bose, et y obtient un diplôme en beaux-arts,. De 1947 à 1949, il dirige la section des arts de la fondation Kalakshetra et enseigne également les arts au Centre de formation des enseignants Montessori à Madras. C'est à cette époque qu'il s'intéresse à la sculpture et à la peinture.
En 1949, il déménage à Londres, où il poursuit des études de sculpture avec Henry Moore à la Slade School of Fine Art de l'université de Londres.
L'année suivante, Reddy s'installe à Paris, où il rencontre le sculpteur Constantin Brâncuși. À travers lui, il est initié aux discussions de café sur l'art et rencontre de nombreux artistes célèbres lors de ses visites d'ateliers. Pendant son séjour à Paris, il étudie la sculpture sous Ossip Zadkine et la gravure sous Stanley William Hayter.
En 1957, il se rendit à l'Académie des beaux-arts de Brera de Milan pour étudier auprès de Marino Marini.

### Carrière

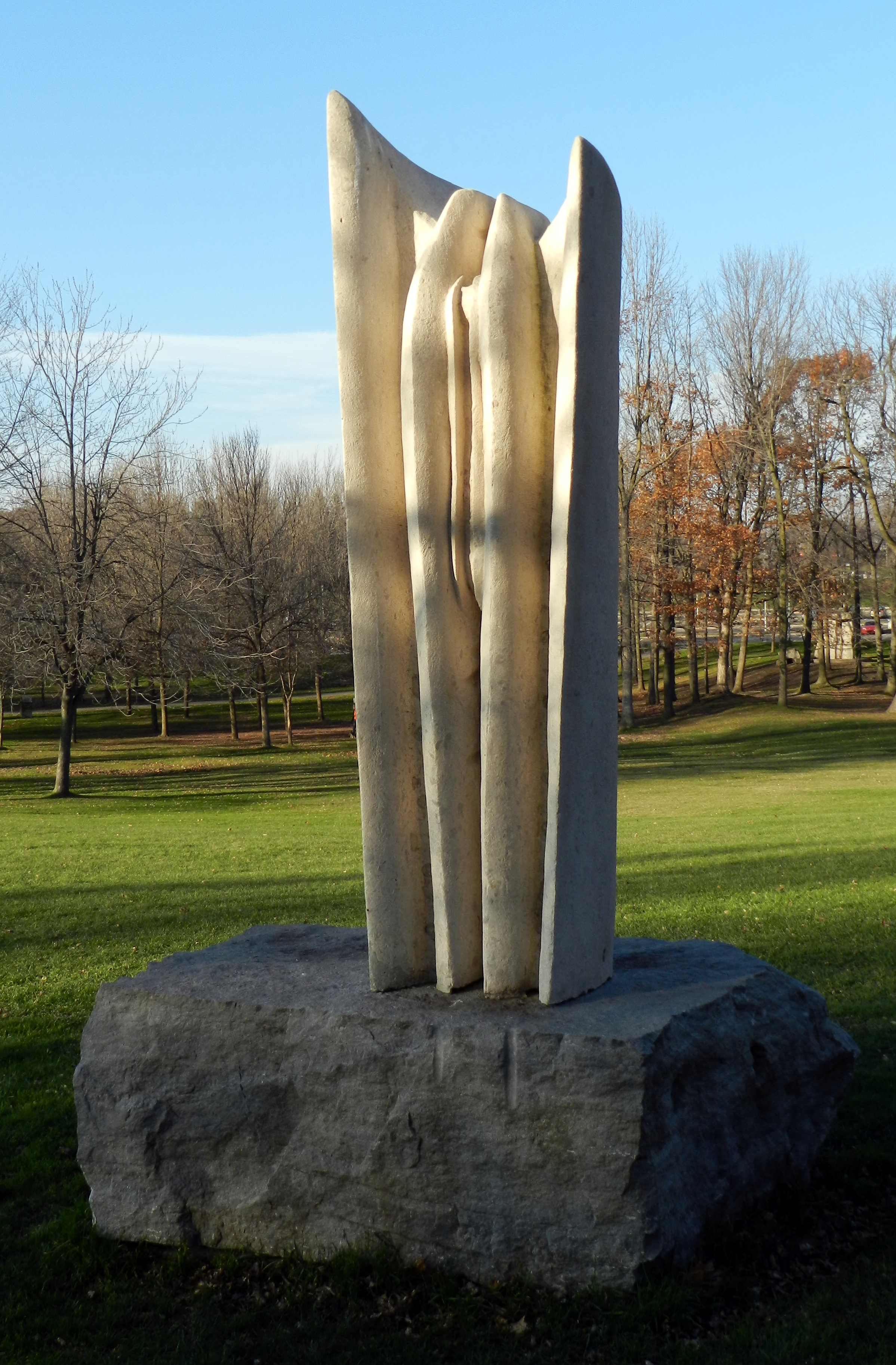
Sculpture sans titre, parc du Mont-Royal, Montréal.

#### Estampe
Considéré comme un maître en gravure en taille-douce, il devient en 1965 directeur associé à l'Atelier 17 de Hayter. Cet atelier d'artistes florissant a été fondé en 1927 par Hayter et était situé à l'origine à Paris. Cependant, entre 1939 et 1940, l'atelier déménage à New York, avant de revenir à Paris en 1950. Il a toujours été un lieu de rencontre pour que les artistes européens et américains expérimentent leurs pratiques, les plus notables étant Marc Chagall, Max Ernst, Henri Matisse, Jackson Pollock, Joan Miró, Pablo Picasso, ainsi que l'indienne Zarina.
La technique et le style de Reddy le distinguent en tant que graveur important. Les impressions de Reddy sont abstraites, créées avec des motifs subtils en forme de grille sur des plaques à textures complexes. La myriade de couleurs complexes qu'il a introduites dans les impressions est marquée par une approche contemplative des mystères infinis de la nature. Pendant qu'il travaillait à l'Atelier 17, Reddy a joué un rôle déterminant dans le développement d'un nouveau procédé d'impression permettant de produire des impressions multicolores à partir d'une seule matrice d'impression en exploitant la viscosité et le caractère collant des encres, appelé par la suite impression par viscosité,.
Reddy a reçu le prix Padma Shri en 1972, en reconnaissance de ses contributions remarquables à l'art.

#### Enseignement
Reddy a été professeur invité et conférencier dans de nombreuses universités aux États-Unis, notamment le Maryland Institute College of Art (en), l'Institut Pratt, le Ruskin College (en), l'université du Texas à Austin et bien d'autres.
La peintre et graveuse Elaine Breiger (en) fait partie de ses élèves de Reddy.

### Dernières années
En 2016, il est l'un des sujets de l'exposition Workshop and Legacy: Stanley William Hayter, Krishna Reddy, Zarina Hashmi au Metropolitan Museum of Art.
Krishna Reddy est mort le 22 août 2018 à New York, à l'âge de 93 ans,,. Il laisse son épouse, l'artiste Judy Blum Reddy, et sa fille Aparna,.